# Makoto Kikuchi
Makoto Kikuchi (jap. 菊池 誠, Kikuchi Makoto; * 6. Dezember 1925 in der Präfektur Tokio; † 6. November 2012) war ein japanischer Physiker, der hohe Positionen in der staatlichen Halbleiterforschung und bei Sony hatte.
Kikuchi war der Sohn des Präsidenten der Städtischen Universität Yokohama. Er studierte ab 1945 Physik an der Universität Tokio. Nach dem Studium ging er 1948 an die neu gegründete Physik Abteilung des staatlichen Elektrotechnischen Labors (ETL) und widmete sich der damals nach der Erfindung des Transistors einen Aufschwung erlebenden Halbleiterforschung. 1960 war er am Elektronik Forschungslabor des Massachusetts Institute of Technology auf Einladung von Jerome Wiesner. 1974 wurde er Direktor des Forschungszentrums von Sony in Yokohama. Er trieb dort unter anderem die Entwicklung von CCD-Sensoren und Halbleiterlasern für Compact Discs voran. 1984 wurde er Geschäftsführer bei Sony, was er bis 1989 blieb, als er Professor für Elektronik an der Tokai-Universität wurde. Er blieb aber wissenschaftlicher Berater für Sony.
Für sein Buch Transistor (トランジスタ, Toranshisuta) erhielt er 1959 den Mainichi-Kulturpreis in der Kategorie Naturwissenschaft.